# Arbon Valley
Arbon Valley is een plaats (census-designated place) in de Amerikaanse staat Idaho, en valt bestuurlijk gezien onder Power County.

## Demografie
Bij de volkstelling in 2000 werd het aantal inwoners vastgesteld op 627.

## Geografie
Volgens het United States Census Bureau beslaat de plaats een oppervlakte van
88,3 km², waarvan 88,2 km² land en 0,1 km² water.

## Plaatsen in de nabije omgeving
De onderstaande figuur toont nabijgelegen plaatsen in een straal van 32 km rond Arbon Valley.